# 西村忠禧
西村 忠禧（にしむら ただよし、1940年10月4日 -  ）は、日本の経営者。みなと銀行頭取を務めた。

## 来歴・人物
兵庫県出身。1963年に神戸大学法学部を卒業。三井住友銀行での勤務を経て、2001年6月にみなと銀行顧問に就任し、同年6月には頭取に就任。2006年6月に特別顧問に就任。